# Retortillo
Retortillo település Spanyolországban, Salamanca tartományban. Retortillo Olmedo de Camaces, Villavieja de Yeltes, Villares de Yeltes, Boada, Martín de Yeltes, Sancti-Spíritus és Castillejo de Martín Viejo községekkel határos. Lakosainak száma 174 fő (2024).

## Népesség
A település népessége az elmúlt években az alábbi módon változott:
| Lakosok száma | 267  | 264  | 251  | 246  | 244  | 241  | 204  | 194  | 180  | 174  |
|               | 2001 | 2004 | 2007 | 2009 | 2012 | 2014 | 2017 | 2019 | 2022 | 2024 |